# Xerraire barrat
El xerraire barrat (Trochalopteron lineatum) és un ocell de la família dels leiotríquids (Leiothrichidae).

## Hàbitat i distribució
Viu entre la malesa del bosc, arbusts, ciutats i herba alta a l'Himàlaia, al sud de Tadjikistan, est de l'Afganistan, nord del Pakistan, nord-oest de l'Índia, a Caixmir i sud del Tibet.